# 콜롬비아의 마천루 목록

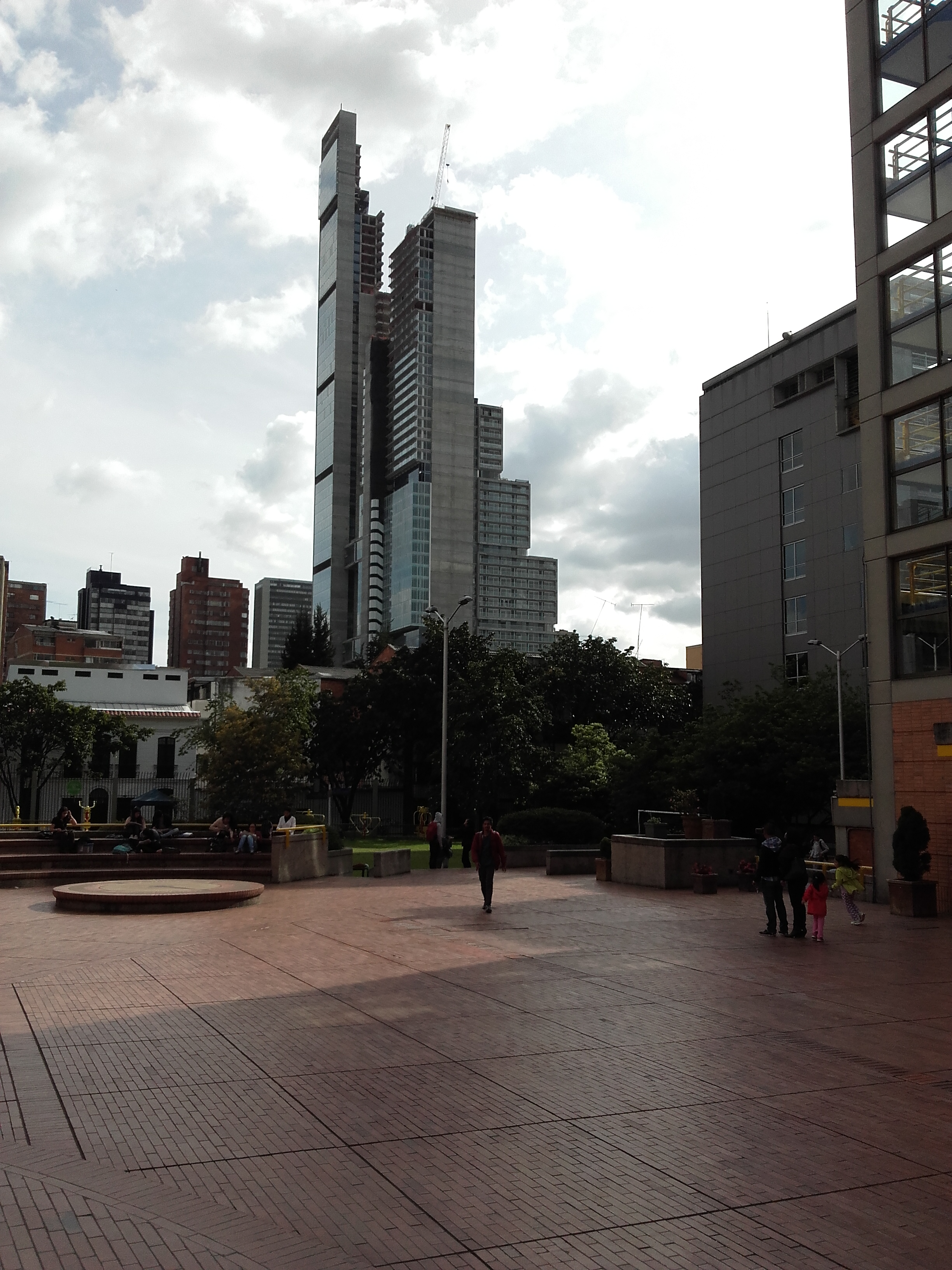
공사중인 BD 보고타

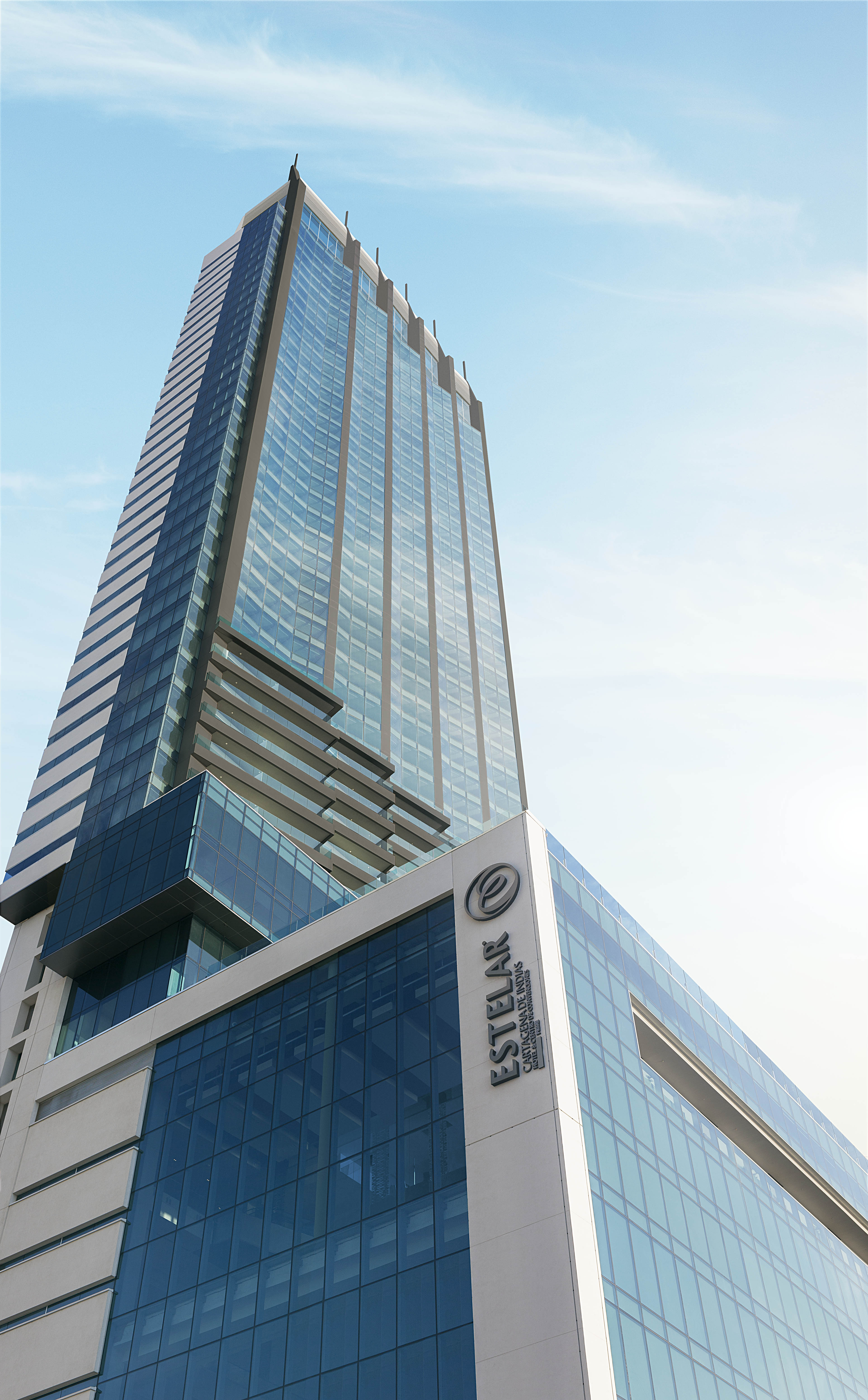
에스텔라 호텔

콜롬비아의 마천루 목록은 콜롬비아에서 마천루의 높이를 기준으로 한다. 이 목록에는 표준 높이 측정을 기준으로 최소 150 미터(492 피트) 높이의 콜롬비아 마천루가 표시된다. 여기에는 첨탑 및 구조적 세부 사항이 포함되지만 안테나 마스트는 포함되지 않는다.
보고타에서 현재 가장 높은 새 건물은 BD 보고타다. 2015년 6월 2일은 1979년 이후 콜롬비아에서 가장 높은 건물의 제목을 가진 토레 콜파리아보다 높았다. 완료되면 BC 보카타는 240 미터 (790 ft)가 될 것으로 예상된다.
| 순위 | 이름                             | 위치       | 높이  | 높이 | 층수 | 완공년도 |
| 순위 | 이름                             | 위치       | m     | ft   | 층수 | 완공년도 |
| ---- | -------------------------------- | ---------- | ----- | ---- | ---- | -------- |
| 1    | BD 보고타 (South Tower)          | 보고타     | 246   | 807  | 67   | 2016     |
| 2    | BD 보고타 (North Tower)          | 보고타     | 203   | 666  | 56   | 2016     |
| 3    | 호텔 에스테라                    | 카르타헤나 | 202   | 663  | 52   | 2016     |
| 4    | 토레 콜파리아                    | 보고타     | 196   | 643  | 48   | 1979     |
| 5    | 센트로 드 코메시오 인터내셔널    | 보고타     | 192   | 630  | 50   | 1974     |
| 6    | 플라자 보카그란데                | 카르타헤나 | 190   | 620  | 44   | 2016     |
| 7    | 토레 E                           | 보고타     | 184   | 604  | 46   | 2016     |
| 8    | 칼리 타워                        | 칼리       | 183.5 | 602  | 46   | 1980     |
| 9    | 무세오 데 파르퀘 센트럴 (토레 2) | 보고타     | 180   | 590  | 44   | 2016     |
| 10   | 콜테제르 빌딩                    | 메데인     | 175   | 574  | 36   | 1972     |
| 11   | 시타델 산 마틴 노스 타워         | 보고타     | 171   | 561  | 42   | 1983     |
| 12   | 그랜드 베이 클럽                 | 카르타헤나 | 170   | 560  | 43   | 2010     |
| 13   | 미레이지 57                      | 바랑키야   | 162   | 531  | 43   | 2010     |
| 14   | 아비앙카 빌딩                    | 보고타     | 161   | 528  | 41   | 1969     |
| 15   | 팔메토                           | 카르타헤나 | 160   | 520  | 42   | 2009     |
| 16   | 토레 델 카페                     | 메데인     | 160   | 520  | 36   | 1975     |
| 17   | 팔메토 일립틱                    | 카르타헤나 | 156   | 512  | 41   | 2011     |
| 18   | 산 마르틴 시타델 사우스 타워     | 보고타     | 154   | 505  | 38   | 1972     |
| 19   | 그라타시엘로 빌딩                | 바랑키야   | 153   | 502  | 39   | 2014     |
| 20   | 에디피시오 마제스틱              | 부카라망가 | 153   | 502  | 42   | 2015     |
| 21   | 토레 그린                        | 부카라망가 | 150   | 490  | 38   | 2015     |
| 22   | 토레 크리스탈                    | 보고타     | 150   | 490  | 38   | 2015     |

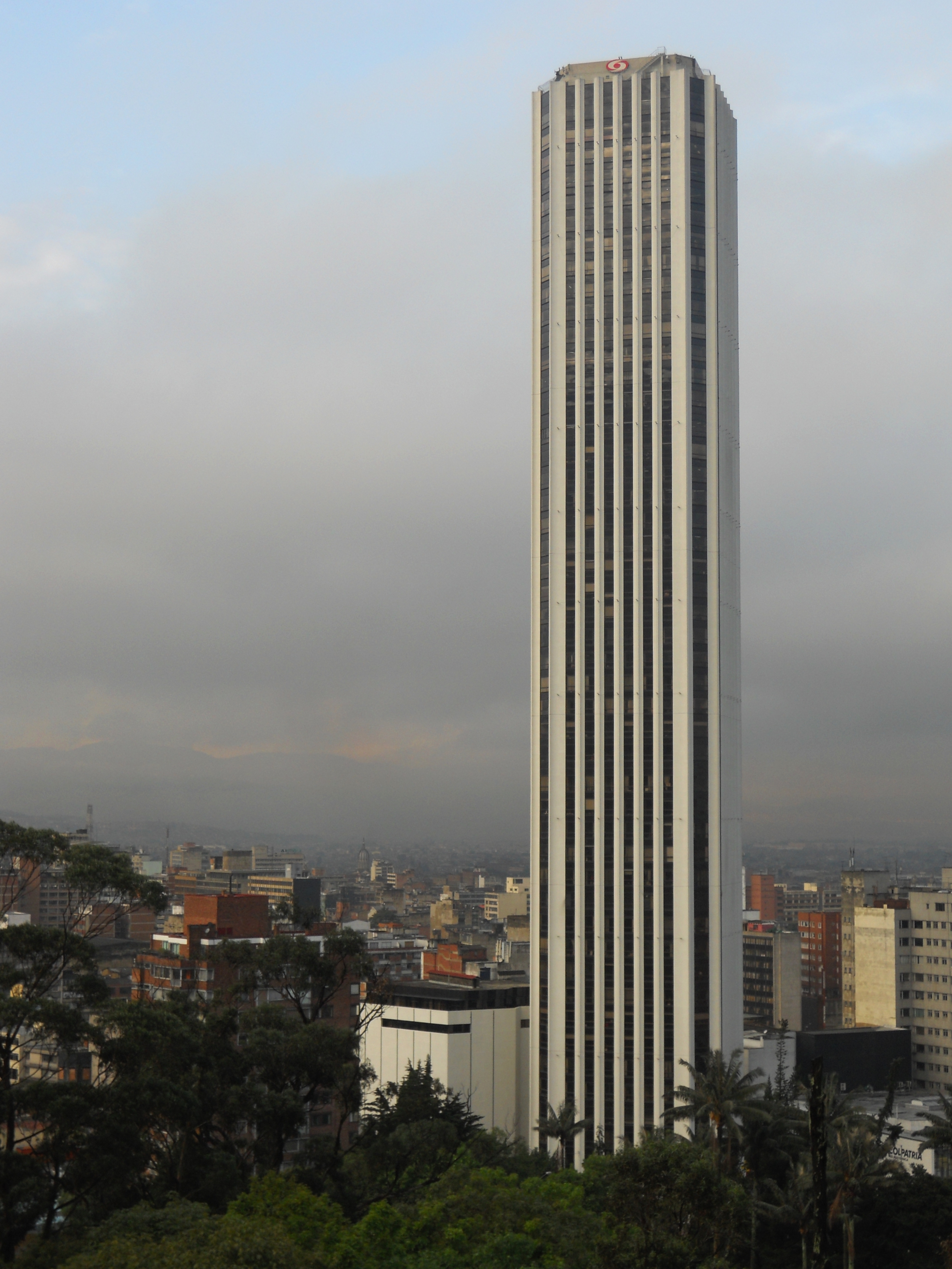
보고타의 토레 콜파리아
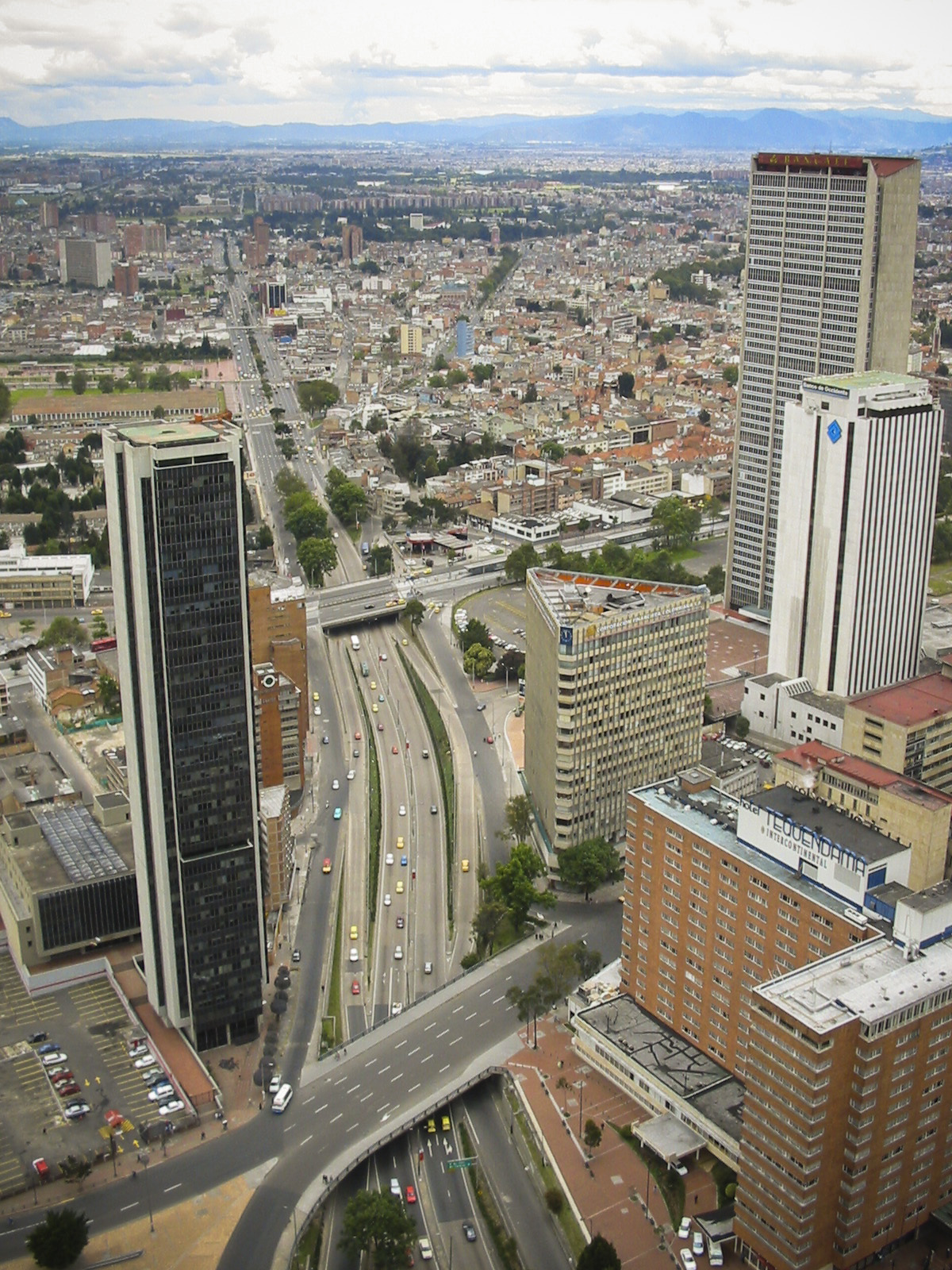
토레 콜파리아, 국제무역센터 오른쪽에 있는 보고타 시내